# Пол Самюелсън
Пол Антъни Самюелсън (на английски: Paul Anthony Samuelson) е първият американски икономист, удостоен с Нобелова награда за икономика (1970). Често е наричан „Баща на модерната икономика“, а Ню Йорк Таймс използват определението „първият университетски икономист на 20 век“.
Пол Самюелсън също така е автор на най-продаваното ръководство по икономика за всички времена – Economics: An Introductory Analysis (първа публикация 1948). Книгата е преиздадена 19 пъти, като продажбите и достигат 4 милиона екземпляра на 40 езика.
През 1970 г. печели Нобелова награда за икономика поради изследователската си дейност, допринесла за развитието на статичната и динамичната икономическа теория и за активния му принос в повишаване на равнището на анализа в икономическата наука. През 1996 г. е удостоен с „Национален медал за наука“ от родната си страна.
Умира на 13 декември 2009 (на 94 години) от дихателна болест.